# Scarpa d'oro 1984
La Scarpa d'oro 1984 è il riconoscimento calcistico che è stato assegnato al miglior marcatore assoluto in Europa tenendo presente le marcature segnate nel rispettivo campionato nazionale nella stagione 1983-1984. Il vincitore del premio è stato Ian Rush con 32 reti nella First Division.

## Classifica finale
| Pos | Campionato     | Nome             | Squadra   | Gol |
| --- | -------------- | ---------------- | --------- | --- |
| 1   | First Division | Ian Rush         | Liverpool | 32  |
| 2   | Eredivisie     | Marco van Basten | Ajax      | 28  |
| 3   | Division I     | Nico Claesen     | Sérésien  | 27  |